# Ходорович, Феликс Игнатьевич
Феликс Игнатьевич Ходорович (1840-е годы, деревня Буда, Могилевская губерния, Российская империя — не ранее 1912 года) — русский скульптор и педагог. Много работал в Грузии.

## Биография
Родился в деревне Буда Могилевской губернии.
С 1851 по 1863 год учился в Московском училище живописи, ваяния и зодчества у Н. А. Рамазанова.
В 1863 году избрав Кавказ местом своей профессиональной работы, в следующем году, для лучшего изучения местных типов, столь разнообразных в том крае, поступил волонтёром в один из военных отрядов, действовавших в земле черкесов. По некоторым сведениям на Кавказе оказался не по своей воле, а был выслан как участник (сочувствующий) Польского восстания 1863 года.
С 1864 года жил и работал в Тифлисе. Выступил как жанровой скульптор, используя преимущественно лепной воск и глину создал несколько портретов и портретных статуэток (армянский публицист Г. Арцруни, «Великий князь Михаил Николаевич с генералом Меликовым», портрет генерал-адъютанта И. И. Воронцова-Дашкова и др.), а также серию этнографических композиций портретов-типов жителей Кавказа. Всего планировал создать 30 бюстов и 30 жанровых групп (о завершении этих работ сведений нет), известными стали и экспонировались на выставках «Грузинская арба с буйволами», «Везут вино», «Волынщик», «Играющий на свирели», «Угольщик», «Водовоз», «Черкес на горе», «Грузин с детьми». Первым в Грузии создал скульптурные портреты своих современников — писателей Д. Эристави и А. Ширванзаде, мраморный портрет основателя и первого директора краеведческого музея Г. И. Радде и общественного деятеля Д. Кипиани.

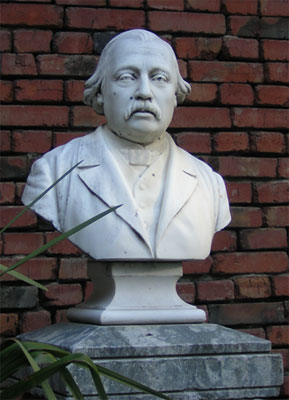
Бюст Г. И. Радде в Государственном музее Грузии, Тбилиси. Скульптор Ф. И. Ходорович.

В 1872 году работал над моделью памятника М. Ю. Лермонтову. В 1874 году вылепил группу драгун Тверского полка, штурмом овладевших турецкой батареей при Курюкдаринском деле 1854 года, отлитая в бронзе, она была поднесена шефу полка, великому князю Николаю Николаевичу Старшему. В 1875 году закончил модель памятника Архипу Осипову. В 1892 году по модели И. П. Витали выполнил памятник А. С. Пушкину для Тифлиса. В 1903 году в Александровском саду Тифлиса был установлен созданный Ходоровичем памятник Н. В. Гоголю (памятник исчез в начале 1990-х). Творения Ходоровича есть в некрополе Мтацминда — надгробие Давида Эристави и Дмитрия Кипиани.
Выступил одним из активных учредителей Кавказского общества поощрения изящных искусств.
С 1870 года преподавал в I Тифлисской мужской гимназии. Участвовал в организации Тифлисской художественной школы, в которой затем преподавал, среди его учеников Александр Тархнишвили.
Награждён золотой медалью на Московской выставке в 1872, посвящённой 200-летию со дня рождения Петра I.
Работы хранятся в Тбилисском музее, в частных коллекциях, Государственной Третьяковской галерее, Национальном художественном музее республики Беларусь в Минске.